# Allocosa kalaharensis
Allocosa kalaharensis là một loài nhện trong họ wolfspinnen (Lycosidae).
Loài này thuộc chi Allocosa. Allocosa kalaharensis được Eugène Simon miêu tả năm 1910.